# Systates
Systates är ett släkte av skalbaggar. Systates ingår i familjen vivlar.

## Dottertaxa tillSystates, i alfabetisk ordning[1]
- Systates abyssinicus
- Systates acuminatus
- Systates adspersus
- Systates aeneolus
- Systates aenescens
- Systates aeneus
- Systates affinis
- Systates albidovittatus
- Systates albohirtus
- Systates albosetosus
- Systates alternatus
- Systates alticola
- Systates alticollis
- Systates amabilis
- Systates amoenulus
- Systates amplicollis
- Systates angulipennis
- Systates angulithorax
- Systates angusticollis
- Systates angustirostris
- Systates annulatus
- Systates apicipennis
- Systates appendiculatus
- Systates armatipes
- Systates armatus
- Systates armiger
- Systates assimilis
- Systates bayeri
- Systates beiranus
- Systates bequaerti
- Systates bicalcaratus
- Systates bispinosus
- Systates bituberosus
- Systates brevicollis
- Systates brevicornis
- Systates brevipilis
- Systates brevis
- Systates brunnemaculatus
- Systates carinicollis
- Systates castaneipennis
- Systates castellanus
- Systates cavus
- Systates chiridensis
- Systates cinereus
- Systates collaris
- Systates conicirostris
- Systates conspersus
- Systates constrictus
- Systates contiguus
- Systates cordatus
- Systates corinthius
- Systates crenatipennis
- Systates densepunctatus
- Systates denticollis
- Systates dentipes
- Systates depressus
- Systates descarpentriesi
- Systates dilaticollis
- Systates dimorphus
- Systates dollei
- Systates egenus
- Systates elegantulus
- Systates ellipticus
- Systates elongatus
- Systates erinaceus
- Systates ertli
- Systates exaptus
- Systates falcatus
- Systates fallaciosus
- Systates fallax
- Systates farinosus
- Systates fossulatus
- Systates funicularis
- Systates fuscicornis
- Systates fuscoaeneus
- Systates gemmatus
- Systates glaber
- Systates granaticollis
- Systates granosus
- Systates granulipennis
- Systates habenatus
- Systates hacquardi
- Systates hirtus
- Systates hystricodes
- Systates hystrix
- Systates infranotatus
- Systates interstitialis
- Systates irregularis
- Systates kapirensi
- Systates katoaense
- Systates kigomanus
- Systates kivuanus
- Systates laevinasus
- Systates laevirostris
- Systates laevistriatus
- Systates laticollis
- Systates latirostris
- Systates lepidotus
- Systates lesnei
- Systates lindblomi
- Systates lineatulus
- Systates longefemoratus
- Systates longehirtus
- Systates longirostris
- Systates loveni
- Systates luminifer
- Systates maculosus
- Systates manicanus
- Systates marginalis
- Systates marmoratus
- Systates maynei
- Systates meruensis
- Systates metallicus
- Systates micans
- Systates minimus
- Systates minutus
- Systates mixtus
- Systates monardi
- Systates moniliatus
- Systates mulleri
- Systates nemoralis
- Systates neovittatus
- Systates niger
- Systates nigriclava
- Systates nigrinus
- Systates nigrogranatus
- Systates nitens
- Systates niveovittatus
- Systates nocivus
- Systates noxius
- Systates nyamukubianus
- Systates nyasalis
- Systates obesus
- Systates opacus
- Systates otiorrhynchoides
- Systates overlaeti
- Systates ovipennis
- Systates pellucidus
- Systates peraffinis
- Systates perblandus
- Systates peryanus
- Systates pilifrons
- Systates pilipennis
- Systates pilosulus
- Systates planiusculus
- Systates pollinosus
- Systates prolixus
- Systates proximus
- Systates ptochoides
- Systates pubescens
- Systates pumilus
- Systates puncticollis
- Systates pupillatus
- Systates pustulatus
- Systates pyriformis
- Systates quadrispinosus
- Systates ramosus
- Systates rhinorhytus
- Systates rothschildi
- Systates rubripes
- Systates rudis
- Systates ruficornis
- Systates rufipes
- Systates rugulipennis
- Systates sabinionis
- Systates saeuberlichi
- Systates scotti
- Systates seminudus
- Systates seriegranosus
- Systates setifer
- Systates setosipennis
- Systates setulosus
- Systates sexspinosus
- Systates sidama
- Systates simplex
- Systates singularis
- Systates smeei
- Systates sparsutus
- Systates sphaericus
- Systates spinicollis
- Systates squamosus
- Systates striolatus
- Systates strophosomoides
- Systates subfasciatus
- Systates submarginatus
- Systates subplanus
- Systates subviolaceus
- Systates sulcatus
- Systates sulcifrons
- Systates suturalis
- Systates sylvaticus
- Systates t-nigrum
- Systates tsibindanus
- Systates tuberculifer
- Systates uncinatus
- Systates uviranus
- Systates variabilis
- Systates variegatus
- Systates weisei
- Systates vicinalis
- Systates vicinus
- Systates viduatus
- Systates villosus
- Systates virescens
- Systates viridulus
- Systates vittatus
- Systates vulgaris
- Systates vulneratus
- Systates zukwalanus